# 潞城街道
潞城街道，是中华人民共和国江苏省常州市武进区下辖的一个乡镇级行政单位。

## 行政区划
潞城街道下辖以下地区：
潞城村、政新村、光明村、东升村和曙光村。